# Sovinec (Adelsgeschlecht)
Die Herren von Sovinec (auch von Eulenberg; tschechisch ze Sovince) waren ein mährisches Adelsgeschlecht. Ihr Stammsitz war ab etwa 1320 die Burg Sovinec (Eulenburg), die von ihnen errichtet wurde. Mitglieder der Familie bekleideten hohe bischöfliche und Landesämter in Mähren. Anfang des 16. Jahrhunderts siedelte ein Nachkomme nach Böhmen um.

## Geschichte

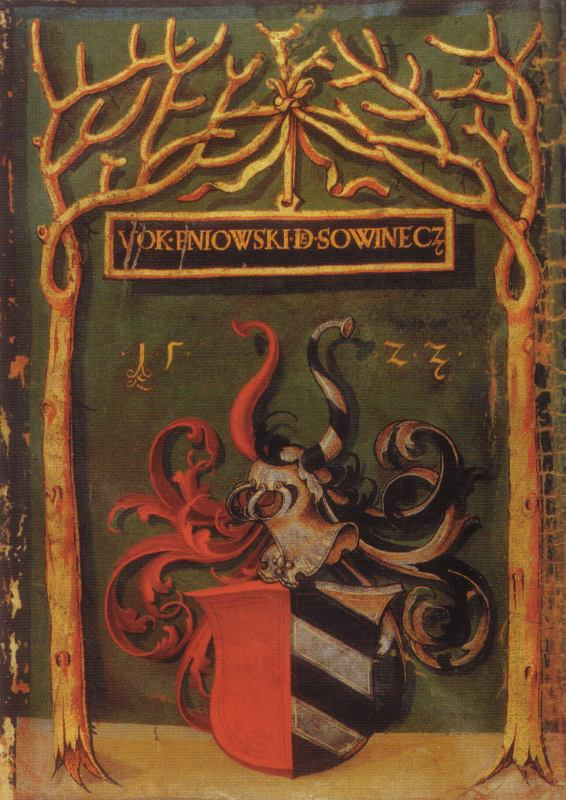
Wappen des Wok (IV.) Pniowsky von Eulenberg (1523)

Die späteren Herren von Sovinec siedelten zuvor auf der Feste in Huzová. Für die Jahre 1299 bis 1302 ist Paul/Pavel (I.) belegt, der in diesen Jahren als Unterkämmerer des Olmützer Bistums fungierte und 1302 auch das Amt des Unterkämmerers von Mähren bekleidete. Dessen gleichnamiger Sohn Paul/Pavel (II.) nannte sich 1332 als erster „de Aulnburk“, weshalb vermutet wird, dass er als erster seinen Sitz auf der um 1320 errichteten Eulenburg bei Sovinec (Eulenberg) nahm. Die tschechische Schreibweise „Sovinecz“ ist erstmals 1353 in dem entsprechenden Eintrag in die Olmützer Landtafel belegt. Davon leitet sich der Geschlechtername „von Sovinec“ bzw. tschechisch „ze Sovince“ ab.
Durch Heirat gelangte 1368 Paul/Pavlík (IV.) von Sovinec an Pňovice (Kniebitz). Dessen Sohn Ješek (I.) bezeichnete sich 1405 erstmals mit dem Prädikat z Pňovic. Sein Sohn Johann/Jan (II.) war 1420 Oberster Landrichter in Olmütz, 1425–1427 Hauptmann von Litovel und anschließend bis 1430 Hauptmann von Olmütz. Der Familienzweig von Sovinec und Pňovice (Pniowsky von Eulenberg, Pňovský ze Sovince) siedelte auf der Feste in Pňovice und bis 1545 auf der Eulenburg. Er erlosch 1548 mit Ješek (IV.)
Der Familienzweig Sovinec auf Doubravice leitet sich von Heralt (I.) von Sovinec ab, der für die Jahre 1409 bis 1440 belegt ist und sich erstmals 1418 mit dem Prädikat von Doubravice (z Doubravic) bezeichnete. Über Aleš (III.) von Sovinec auf Doubravice, der 1507 nach Nordböhmen übersiedelte, breitete sich diese Linie dorthin aus. Mit seinem Sohn Jan (V.), dem Tauschetin und Neudorf gehörten, erlosch 1580 dieser Familienzweig.
Die bisherige Annahme, die Herren von Sovinec hätten auch das Prädikat von Holštejn erworben, wird nach der neueren Literatur angezweifelt bzw. abgelehnt. Demnach entstammte Wok/Vok (I.), der 1321 die Burg Holštejn erwarb, zwar auch dem mährischen Geschlecht der Hrut ab, begründete jedoch den eigenständigen Familienzweig der Herren von Holstein.

## Stammliste der Herren von Sovinec
1. Paul/Pavel (I.), 1299–1302 Unterkämmerer des Bistums Olmütz, 1302 Unterkämmerer von Mähren
  1. Markwart/Markvart (I.), belegt 1318/1319
  2. Wok/Vok (I.), belegt 1318–1353, 1329 auf Huzová, 1348 von Sovinec; verheiratet mit Agnes/Anežka von Otaslavice, belegt 1353–1356
    1. Paul (III.), belegt 1353–1377, 1371 auf Rašovice; verheiratet mit Katharina/Kateřina von Otaslavice, belegt 1353–1377
      1. Bolka, belegt 1368–1417, 1368 auf Rašovice, 1382 auf Dobročkovice, 1397 auf Holštejn; verheiratet 1. mit Bušek von Kyšperk (1368), 2. mit Wilhelm/Vílem von Kobeřice (1368–1381), 4. mit Jan von Heraltice (1382–1385) und 4. mit Zacharias/Zachariáš Sesel von Všetat (1387–1406)
      2. Katharina (I.), belegt 1373–1419, 1409 auf Kunovice, 1412 auf Rašovice; verheiratet mit Ulrich/Oldřich Hecht von Rossitz († vor 1409)

  3. Paul (II.), belegt 1318–1356, 1332 auf Sovinec; verheiratet mit Klara von Otaslavice
    1. Paul/Pavlík (IV.), belegt 1368–1398, 1368 auf Sovinec; verheiratet 1. mit Klara, 2. mit Katharina von Kunstadt, belegt 1373–1418
      1. Ješek (I.), belegt 1373–1409, 1405 auf Pňovice (Kniebitz)
        1. Pavlík (VI.), belegt 1408–1410, 1409 auf Pňovice
        2. Jan (II.), belegt 1409–1430, 1409 auf Pňovice; 1420 Oberstlandrichter von Olmütz, 1425–1427 Hauptmann von Litovel, 1427–1430 Hauptmann von Olmütz; verheiratet 1. mit Margarethe/Markéta N. N., 2. mit Agnes von Waldstein (Anežka z Valdštejna), belegt 1416–1437
          1. Heinrich/Jindřich (I.), belegt 1445–1492, 1480 auf Kelč; verheiratet mit Margarethe/Markéta von Myslibořice
          2. Heinrich/Hynek, belegt 1445–1465, 1445 auf Pňovice; verheiratet mit Elisabeth/Eliška von Kunstadt, belegt 1463–1475
            1. Jan (III.), belegt 1466–1507, 1466 auf Pňovice, 1490 auf Sovinec; 1486–1493 Oberstlandrichter von Olmütz, 1494–1507 Oberstlandrichter von Mähren; verheiratet mit Machna von Lomnice, belegt 1492–1507
              1. Wok (IV.), belegt 1499–1531, 1510 auf Sovinec; 1499 Burggraf von Olmütz, 1518–1525 Oberstlandrichter von Mähren; verheiratet mit Elisabeth/Eliška von Dubá; war im nordmährischen Bergbau engagiert; verfasste 1526 eine frühe, 420 Seiten umfassende, deutsch geschriebene Schrift über die Probierkunst („ayn liblichs piechel“). In der Einleitung nennt er sich selbst als Verfasser („angefangen durch mych wocken pniowsky von aylemberk“). Vor 1924 befand sich die Handschrift in der Bibliothek des Troppauer Museums, seitdem galt sie im überwiegenden Teil der tschechischen Forschung als verschollen. Tatsächlich war sie aber 1955 von der Eisenbibliothek erworben worden, in der sie sich bis heute befindet und von der sie auch digitalisiert worden ist.[2][3]
                1. Ješek (IV.); † 1548; verheiratet mit Anna von Würben auf Freudenthal, belegt 1535–1549

              2. Sophie/Žofie (II.); † 1509; verheiratet mit Burian Ledec von Ritschan († 1541)
              3. Elisabeth/Eliška, belegt 1507–1542; verheiratet mit Michael/Michal Slavata von Chlum und Koschumberg († 1534)
              4. Gerhard/Heralt (IV.), belegt 1508–1528, 1510 auf Pňovice; verheiratet mit Johanna von Kolumbin (Johanka z Kolumbinu), belegt 1508–1516
                1. Christoph/Kryštof, belegt 1528–1536
                2. Sigmund/Zikmund (IV.) „Znata“, belegt 1531–† 1542
                3. Georg/Jiří (II.), belegt 1531–† 1542

            2. Sophie/Žofie (I.), belegt 1466–1481
            3. Georg/Jiří (I.), belegt 1466–1500, 1500 auf Čebín; verheiratet mit Machna von Lomnice, belegt 1483–1495
            4. Katharina/Kateřina (IV.), belegt 1514–1531, 1525 auf Močovice, 1529–1531 Äbtissin des Klarissenklosters in Krumau
            5. wahrscheinlich auch: Barbara/Barbora (II.), belegt 1532–1550, 1532–1549 Äbtissin des Königinklosters Alt Brünn/Klášter Králové

      2. Markwart/Markvart (II.), belegt 1392–1404
      3. Paul (V.), belegt 1404–1456, 1405 auf Sovinec; verheiratet 1. mit Markéta von Slavoňov, 2. mit Anna von Ryzmburk
        1. Stephan/Štěpán (II.), belegt 1437
        2. Sigmund/Zikmund (I.), belegt 1445–1451
        3. wahrscheinlich auch: Paul (VII.), belegt 1480–1481

      4. Alexander/Aleš, belegt 1406–1418; verheiratet mit Katharina/Kateřina N. N.
      5. Peter/Petr (I.), belegt 1404–1425, 1405 auf Sovinec; verheiratet 1. mit Elisabeth/Eliška von Meziříčí, belegt 1405–1412; 2. mit Katharina von Tworkau, belegt 1417–1437
        1. Albrecht, belegt 1437–1451, 1448 auf Fulnek
        2. Katharina/Kateřina (III.), belegt 1464–1482

      6. Gerhard/Heralt (I.), belegt 1409–1440, 1418 auf Doubravice; verheiratet mit Sophie/Ofka von Obědovice, belegt 1420–1447
        1. Půta (I.), belegt 1436–† 1484; 1447 auf Tatenice, 1463 auf Hoštejn, 1470 königlicher Kämmerer; verheiratet mit Anna von Schelmberg/ze Šelmberka, belegt 1453–1480
          1. Heinrich/Jindřich (II.), belegt 1480–1495, auf Doubravice; verheiratet mit N. N. von Wlaschim (z Vlašimi)
            1. Peter (II.), belegt 1516–1527, 1516 auf Doubravice; verheiratet mit Katharina/Kateřina von Kunovice
              1. Juliana, belegt 1528–1536

          2. Sigmund/Zikmund (III.), belegt 1480–1483
          3. Jan (IV.), belegt 1480–1483
          4. Heralt (III.), belegt 1480–1483
          5. Alexander/Aleš (II.), belegt 1480–1483
            1. vermutlich auch: Alexander/Aleš (III.), belegt 1507–1529, 1507 auf Načeplukovice, 1520 auf Albrechtice; verheiratet mit Ludmila von Duchcov, belegt 1543–1564
              1. Jan (V.), belegt 1543–1580, 1554 auf Toužetín; verheiratet mit Veronika Schlick von Pasoun (Šlikovna z Pasounu a Holíče), belegt 1555–1581
              2. Veronika, belegt 1544–1564; verheiratet 1. mit Friedrich Sezima von Sezimovo Ústí († vor 1553), 2. mit Vladislav Zákupský von Wartenberg († 1593)

        2. Gerhard/Heralt (II.), belegt 1446–1447

      7. Wok (II.), belegt 1409–1467, auf Přerov, Svitavy, 1437 auf Rožnov, 1445 auf Helfštejn, nach 1456 auf Sovinec; verheiratet mit Machna von Meziříčí und Křižanov, belegt 1437–1466
        1. Wok (III.), belegt 1453–1464, 1453 auf Helfštejn
        2. Půta (II.), belegt 1453–1464, 1453 auf Helfštejn
        3. Ctibor, belegt 1464–1474
        4. Jaroslav, belegt 1467–1475, 1467 auf Sovinec
        5. Sigmund/Zikmund (II.), belegt 1457–1471

      8. Proček, belegt 1409–1417
      9. Anna (I.), belegt 1376–1384, verheiratet mit Ješek Hromada von Sušice, belegt 1376–1384
      10. Katharina/Kateřina (II.), belegt 1381–1406; verheiratet 1. mit Andres/Ondřej von Nechvalín, 2. mit Proček von Kunstadt
      11. Dorota Koldina, belegt 1399–1407, 1407 auf Černíkovice (evtl. Äbtissin des Klosters Králové?)
2. vermutlich auch: Stephan/Štěpán (I.), belegt 1295–1328, 1295 als Kanoniker von Olmütz, 1322 als Erzdekan von Znaim